# 박창화
박창화(朴昌和, 1889년~1962년)는 화랑세기, 고구리사초략, 주몽의 일대기 추모경 등 수많은 필사본을 남긴 재야 사학자다. 호는 남당(南堂)이며, 대종교(大倧敎) 중진의 한 사람이다.

## 이력
1930~1940년대 일본 궁내성 왕실도서관(도서료.오늘날의 서릉부)에서 사무 촉탁으로 근무한 것으로 알려졌다. 1940대 후반~1950년대 초반 충북 괴산에 머물며 김종진.김준웅 형제를 가르칠 때 화랑세기 필사본을 언급한 것으로 전해진다.

## 일화
- 1989년 부산에서 박창화가 필사했다는 《화랑세기》가 발견됐다. 그 후 역사학계는 격렬한 '화랑세기 진위논쟁'을 벌인다. 한쪽에서는 역사학에 조예가 깊었던 박창화라는 사람이 뛰어난 역사적 상상력을 발휘해 만들어낸 소설적 창작품이라고 한 반면, 다른 쪽에서는 1300년 전 신라 사람 김대문(金大問)이 쓴 바로 그 《화랑세기》라고 했다. 화랑세기는 이태길 및 이종욱씨가, 고구리사초략과 추모경은 김성겸씨가 번역해서 국내에서 절찬리 판매중이다.
- 수 십 책에 달하는 각종 저술을 남겼는데 이 중에 《화랑세기》 필사본 두 종류가 끼여 있었다. 이것이 공개되자 역사학계는 격렬한 논쟁에 휘말렸다.
- 2003년에 1927-28년 일본에서 발간된 유명 역사학잡지인 〈중앙사단〉(中央史壇)에 박창화가 기고한 역사 논문 3편이 발굴, 소개되면서 비로소 '역사학자 박창화'가 조명되기 시작했다.
- 박창화의 손자 박인규(朴仁圭)씨가 남당의 역사학 논저 중에서 우리나라의 강역 문제를 집중적으로 탐구한 5편을 묶어 《우리나라 강역고》(彊域考, 민속원)라는 제목으로 출간했다.